# Grote Prijs Jean-Pierre Monseré 2017
Il Grote Prijs Jean-Pierre Monseré 2017, sesta edizione della corsa e valida come prova dell'UCI Europe Tour 2017 categoria 1.1, si svolse l'8 luglio 2017 su un percorso di 202,8 km con partenza da Ypres ed arrivo a Roeselare, in Belgio. La vittoria fu appannaggio del belga Laurens Sweeck, che completò il percorso in 4h24'51", alla media di 45,943 km/h, precedendo i connazionali Roy Jans e Jérôme Baugnies.
Sul traguardo di Roeselare 94 ciclisti, dei 139 partiti da Ypres, portarono a termine la competizione.

## Squadre e corridori partecipanti
| N.      | Cod. | Squadra                      |
| ------- | ---- | ---------------------------- |
| 1-8     | SVB  | Sport Vlaanderen-Baloise     |
| 12-18   | VWC  | Vérandas Willems-Crelan      |
| 21-28   | WGG  | Wanty-Groupe Gobert          |
| 31-38   | WVA  | WB Veranclassic Aqua Protect |
| 41-47   | RNL  | Roompot-Nederlandse Loterij  |
| 51-58   | AAS  | Ago-Aqua Service             |
| 61-68   | CIB  | Cibel-Cebon                  |
| 72-78   | ERC  | ERA Real Estate-Circus       |
| 82-88   | IWS  | IsoWhey-Swiss Welness        |
| 91-98   | LPC  | Leopard Pro Cycling          |
| 102-108 | MNG  | Marlux-Napoleon Games        |

| N.      | Cod. | Squadra                        |
| ------- | ---- | ------------------------------ |
| 111-117 | KCP  | Massi-Kuwait                   |
| 121-128 | NCT  | Nice Pro Cycling Team          |
| 131-138 | PSV  | Pauwels Sauzen-Vastgoedservice |
| 141-148 | RLM  | Roubaix-Lille Métropole        |
| 151-156 | STF  | Start-Vaxes                    |
| 161-168 | PCW  | T.Palm-Pôle Continental Wallon |
| 171-178 | TIS  | Tarteletto-Isorex              |
| 181-188 | CCD  | Differdange-Losch              |
| 191-198 | TDA  | Dauner D&DQ-Akkon              |
| 201-208 | DVP  | Drapac-Pat's Veg Holistic DT   |

## Ordine d'arrivo (Top 10)
| Pos. | Corridore          | Squadra        | Tempo    |
| ---- | ------------------ | -------------- | -------- |
| 1    | Laurens Sweeck     | Era-Circus     | 4h24'51" |
| 2    | Roy Jans           | WB Verancl.    | a 2"     |
| 3    | Jérôme Baugnies    | Wanty-Gobert   | s.t.     |
| 4    | Edward Planckaert  | Sport Vlaand.  | s.t.     |
| 5    | Jérémy Leveau      | Roubaix-LM     | s.t.     |
| 6    | Alexander Krieger  | Leopard        | s.t.     |
| 7    | Dries De Bondt     | Veranda's      | s.t.     |
| 8    | Taco van der Hoorn | Roompot        | s.t.     |
| 9    | Cyrus Monk         | Drapac-Pat's   | s.t.     |
| 10   | Timothy Stevens    | Pauwels Sauzen | s.t.     |